# Barbara Pravi
Barbara Piévić, poklicno znana kot Barbara Pravi, je francoska pevka, tekstopiska in igralka iz Pariza. Leta 2015 je podpisala pogodbo s Capitol Music France. Pravi je napisala pesmi za številne izvajalce kot so: Yannick Noah, Julie Zenatti, Chimène Badi in Jaden Smith. Napisala je tudi pesem »J'imagine« s katero je Valentina, zmagala na Mladinski pesmi Evrovizije 2020.
Barbara Pravi je zastopala Francijo na Pesmi Evrovizije 2021 s pesmijo »Voila«, s katero je zasedla 2. mesto, kar je najboljši rezultat za Francijo po letu 1991.

## Zgodnje življenje
Pravi se je rodila v Parizu 10. aprila 1993. Njeno družino sestavljajo predvsem umetniki in glasbeniki. Oče je srbskega in alžirskega porekla, mama pa je poljskega judovskega in iranskega izvora. Dedek po materini strani pa je iranski slikar Hossein Zenderoudi.
Njeno pravo ime je Barbara Piević; umetniško ime Barbara Pravi je prevzela iz srbske besede pravi, kot poklon njenemu srbskemu dedku.

## Kariera

### 2014–2018: Zgodnja kariera
Svojo glasbeno pot začela leta 2014, potem ko je spoznala francoskega glasbenika Julesa Jaconellija. Z Jaconellijem je začela pisati pesmi. Naslednje leto je Pravi podpisal pogodbo s Capitol Music France. Na začetku profesionalne snemalne kariere je Pravi nastopila na zvočnem posnetku francoske različice švicarskega filma Heidi. 
Leta 2017 je Pravi izdala svoj prvi uradni singel »Pas grandir«.Leta 2017 je igrala v filmu La Sainte famille Od leta 2017 do leta 2018 je nastopala na turneji 55 Tour in podpiral francoskega pevca Florenta Pagnyja. Konec leta 2018 se je Pravi odločila spremeniti svoj glasbeni slog iz pop glasbe v šansonsko glasbo.

### 2019–danes: Uspeh na Evroviziji
Leta 2019 se je Pravi prvič pridružila Evroviziji, potem ko je za francosko najstniško pevko Carlo sestavil pesem »Bim bam toi«. Pesem je zastopala Francijo na otroški Evroviziji 2019 v Gliwicah, kjer je zasedla peto mesto.
Leta 2020 je bilo potrjeno, da je še enkrat napisala pesem za francosko mladinsko Evrovizijo. Njihova pesem »J'imagine«, v izvedbi francoske otroške pevke Valentine, je bila zmagovalna pesem takratnega tekmovanja.
V finalu Eurovision France, c'est vous qui décidez! je nastopila 30. januarja 2021 s pesmijo »Voilà«, s katero je zmagala. Pravi si je s tem zagotovila vstopnico za nastop na Evroviziji 2021 v Rotterdamu. V finalu je končala je na drugem mestu z 499 točkami.